# MGBA
mGBA（エムジービーエー）とは、オープンソースで開発されているゲームボーイ、ゲームボーイカラー、ゲームボーイアドバンスのゲームエミュレータである。
対応プラットフォームはWindows、macOS、LinuxといったデスクトップOSと、ニンテンドー3DS、Nintendo Switch、Wii、PlayStation Vitaといったゲーム機。PlayStation 4に対応した非公式バージョンなども存在する。
なお、このソフトウェアは任天堂によって公認されたものではない。

## 概要
ゼロからコードが書き直されており、スピード、正確さ、携帯性の向上を目指している。
多くの既存のゲームボーイアドバンス向けエミュレータよりも高速で正確であり、他のエミュレータに欠けている機能を備えることを標榜している。
長らくゲームボーイアドバンス向けのエミュレータでは、VisualBoyAdvance (VBA)が主力であったものの、再現性が向上したことから、正式リリースである「バージョン1.0」にはまだ到達していないものの、今では定番のエミュレータの一つとなっている。
名称の由来について、開発者のendrift氏は、mGBAの「m」は実際には特に意味はないものの、もともとは「mini」を表すつもりだったと述べている。

## 特徴
ゲームボーイアドバンスのエミュレータでありながら、ゲームボーイやゲームボーイカラーの専用・対応ソフトも遊ぶことができるほか、途中セーブ・ロードや、ゲーム速度調整のゲームパッド割り当て、巻き戻し機能、連射機能など、多くの機能を搭載している。また、メディア出力機能も充実しており、遊んだ内容を、アニメーションGIF、H.264、H.265、VP8、VP9といったコーデックでの動画保存も可能となっている。さらに、パレット情報、遊んでいるタイトル、メモリ情報などのコアな情報も確認できる機能を備えている。
特に、他のエミュレータと比べて特徴的な点として、以下のようなことが挙げられる。
- ファミコンミニシリーズのソフトに対応
- 最大4人までのローカル通信プレイに対応
- 特殊カートリッジ[注 2]に対応
- リアルタイムクロック(RTC)対応
- IPSなどのパッチのサポート
- チートコードサポート(AR、GameShark)
- 早送りと巻き戻し機能
- カードe対応
- GBAケーブル機能
- ネットワークマルチプレイ機能
- 実機よりも高音質なM4Aオーディオミキシング
- Lua スクリプトのサポート
- ワイヤレスアダプタ対応

メニューなどのインタフェースは日本語化されている。

## 歴史
開発は2013年から始まり、2015年に最初のバージョンがGitHubで公開された。
2016年2月、これまでサポートされていた、Windows、Ubuntu、Macに加え3DS、Wii、PlayStation Vitaに公式対応。
同年9月、ゲームボーイとゲームボーイカラーのソフトをサポート。
2017年4月、ニンテンドーDSソフトの動作をサポートする”medusa (メデューサ) alpha 1"を公開。
2018年9月、mGBAのNintendo Switch移植版が初リリース。同月中に正式サポートが行われる。
2019年1月、ELFのサポートやポケットカメラとポケットプリンタのサポート、スーパーゲームボーイのサポートが行われる。
同年5月、Znullptr氏がPlayStation 4向けに移植した非公式バージョン、mGBA (PS4)をリリース。翌月には、otzecoxao氏が別バージョンのPS4移植版を公開。
10月には、高解像度アップスケーリング機能、DiscordのRich Presence機能を追加した新バージョンをリリース。
2021年3月、カードeや、3DSのバーチャルコンソール用などへセーブデータを変換できるコンバータを実装。
同年7月、Dolphin Teamが、ニンテンドー ゲームキューブ・Wiiのエミュレータ「Dolphin」にmGBAを組み込み、ゲームキューブとGBAケーブルで接続した状態を再現できる機能を追加したことを発表。
2022年5月、mGBAの開発者向けビルドに、Luaで記述したスクリプトを実行できる機能を統合したことを公表。エミュレータのメモリへアクセスして書き換えたり、途中セーブやそのデータのロード、ボタン操作情報の取得などが可能になる。10月には一般向けリリースで正式サポート。
2023年4月、開発開始から10年を迎えた。10周年を記念して、公式サイトにメッセージを公表したendrift氏は、開発当初について「当時は大学を出て1年しか経っておらず、キャリアを始めたばかりで、mGBAの開発は私が卒業する前から考えていた趣味であり、もともとそれをWindowsに移植することさえ考えていなかった」などと振り返り、今後はmedusaの開発にも焦点を当てていきたいこと、他にも開発者を募集していることなどを述べた。

## medusa
medusa (メデューサ)は、mGBAと同じ開発者によって開発されている、ニンテンドーDS向けのエミュレータである。
元々は、mGBA 1.0をリリースした後で、medusaの正式版をリリースし、最終的にmedusaがmGBAを統合して、ゲームボーイからDSまで、全てのソフトが動作するエミュレータを完成させて、現行のmGBAを置き換える計画であった。2016年に開発がスタートして、2018年までには置き換える予定であったものの、その後の開発の停滞により、いまだにmGBA・medusaともに正式版はリリースされていない。利用可能なアルファ版があるが、動作は不安定で機能も未実装のものが多い。